# Mezőhegyes

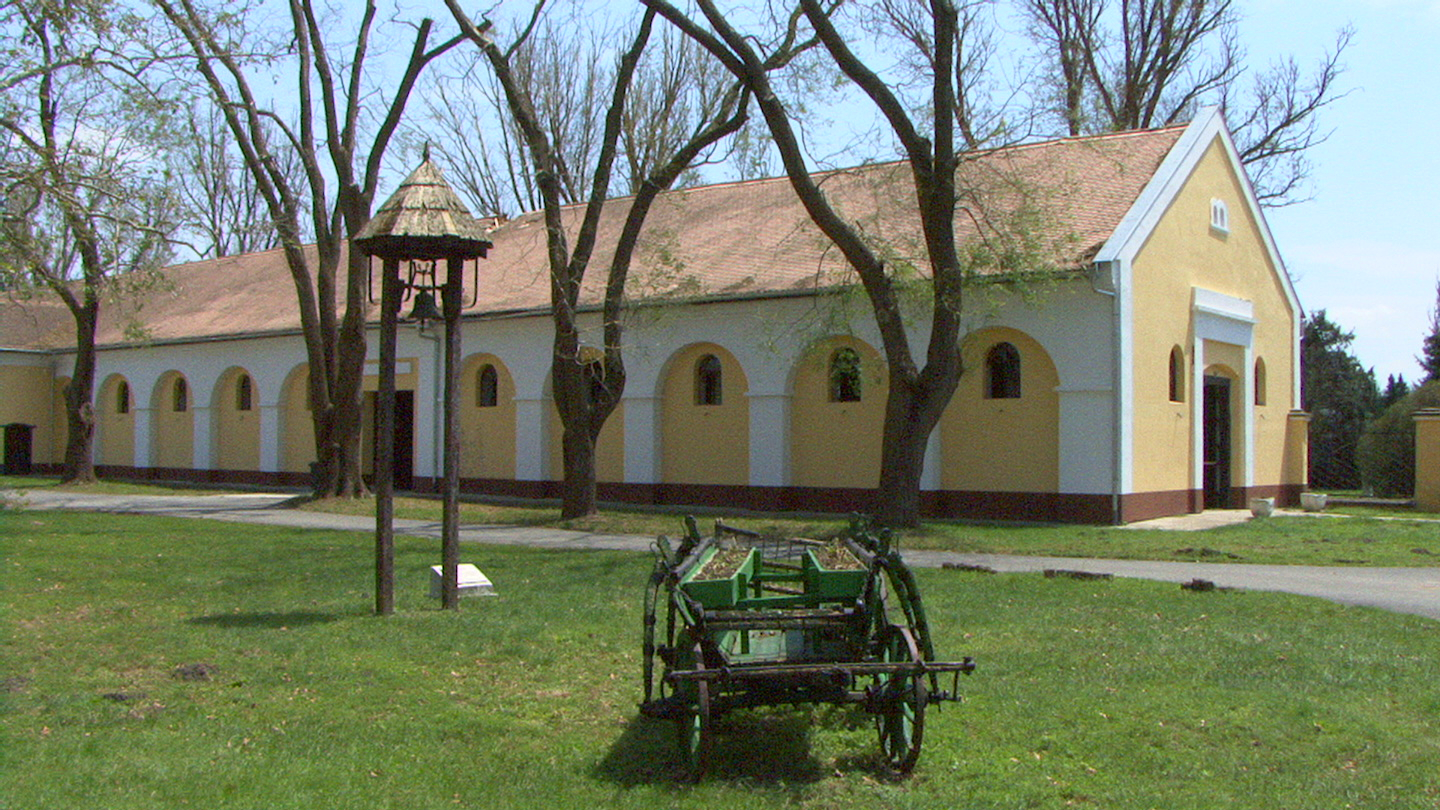
A Nemzeti Ménesbirtok és Tangazdaság épülete

Mezőhegyes város Békés vármegyében, a Mezőkovácsházai járásban. 1872-ben községi, 1971-ben nagyközségi rangot kapott, majd 1989. március 1-jén várossá nyilvánították.

## Fekvése

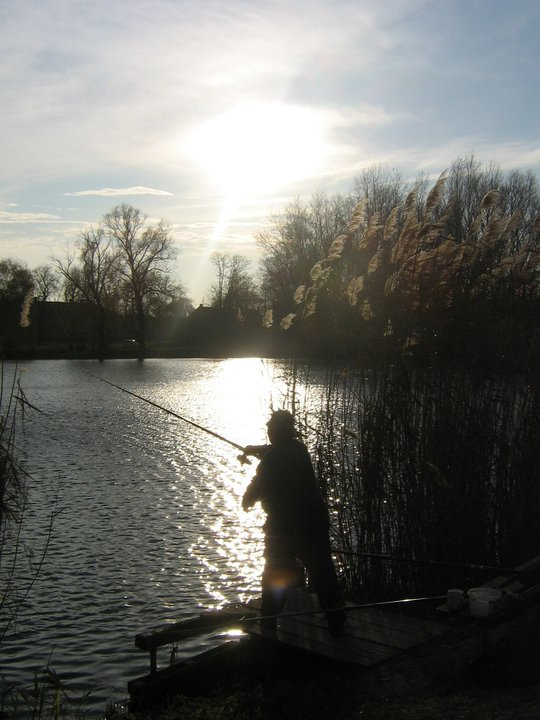
Horgászat a mezőhegyesi Béka-tónál

Békés és Csongrád-Csanád vármegye határán, Tótkomlós és Battonya között, a Csanádi-háton fekszik, a román határ mellett. Földrajzi fekvése szerint az északi szélesség 46° 19' és a keleti hosszúság 20° 49' koordinátái határozzák meg központját. Szomszédai: észak felől Végegyháza, északkelet felől Mezőkovácsháza, kelet felől Battonya, délnyugat felől Csanádpalota, nyugat felől Pitvaros, északnyugat felől pedig Ambrózfalva, Nagyér és Tótkomlós.
Természeti adottságait tekintve különleges, kedvező természeti tényezőinek köszönhetően ősidők óta lakott hely; kisvárosként is több száz éves múltra tekint vissza: az öreg fák, a régi épületek, a világhírű Ménesbirtok, a népszerű halastavak mind a település részét képzik.

### Megközelítése

#### Közúti közlekedés
A főbb útvonalak, Békés vármegye sok más vidékéhez hasonlóan elkerülik, de mellékutakon a térség legtöbb városa felől könnyen elérhető. Gyula, Elek és Battonya irányából a 4444-es, Mezőkovácsháza és Makó felől a 4434-es utakon lehet eljutni Mezőhegyesre, Orosházával és Tótkomlóssal pedig a 4427-es út köti össze.

#### Vasúti közlekedés
Mezőhegyes két vasúti mellékvonal csomópontja: állomásán találkozik a MÁV 121-es számú Kétegyháza–Újszeged-vasútvonala és a 125-ös számú Mezőtúr–Orosháza–Mezőhegyes–Battonya-vasútvonal. A 125-ös vonalnak korábban négy megállási pontja is volt a város területén: Orosháza vasútállomás felől sorrendben Újmezőhegyes megállóhely, Mezőhegyes vasútállomás, Fűperegpuszta megállóhely és Belsőperegpuszta megállóhely; a megállóhelyek közül 2020-as állapot szerint már csak ez utóbbi üzemel. A 121-es vonalnak is volt két megállóhelye Mezőhegyes területén, Békéscsaba vasútállomáshoz közelebb a ma is működő Belsőkamaráspuszta megállóhely és a várostól délkeletre a már megszűnt Külsőmezőhegyespuszta megállóhely.
Mezőhegyes vasútállomása a városközpont déli szélén található, közúti elérését a 4434-es útből délnek kiágazó 44 329-es számú mellékút (Posta utca) teszi lehetővé, a megállóhelyek viszont mind külterületeken létesültek, azokat csak önkormányzati utakon lehet megközelíteni.

## Története

### Ókor
A település már az ókortól lakott volt. Több leletet is találtak, mint például kő- és csonteszközök, vagy a bronzkori temető sírlakóinak tárgyai.

### Középkor
A terület a Kárpát-medencébe érkező magyarok számára is fontos szerepet játszott. Valószínűleg a Maros-hordalékkúp is Ajtony fekete magyarjainak birtokában volt. Miután Ajtonyt Csanád vezér legyőzte, a terület az újonnan szerveződött és nevét viselő vármegyébe tagolódott. 1220 körül II. András németeket telepített a vidékre. Valószínűleg tőlük ered Pereg várának a neve. 
A terület első említése egy 1421-es oklevélben "Mezewheges" formában olvasható. Carmen miserabile című krónikájában Rogérius váradi kanonok is megemlíti, hogy 1241-ben az Újfalunak nevezett peregi körülsáncolt helyen, 70 falu odamenekült népét gyilkolta le a tatár.
Nevét a határában lévő halmoktól vette, melyeket akkoriban az Alföldön gyakran neveztek 'hegy'- nek. Előnevével, amely a mezőségi tájra utal, a környéken található többi hasonnevű falutól különböztették meg (Bánhegyes, Csákóhegyes, Kishegyes stb.).
1421. április 28-án Mezőhegyes első írásos említése „Mezewheges” alakban Jánki János örököséül fogadja Csáki Miklóst és öccsét. 1427. május 29-én Jánki halála után a falut mégis Nagymihályi Albert várnai perjel kapja meg Zsigmond királytól. 1445-ben Nagymihályi György sikkasztás miatt birtokait elveszti, köztük Mezőhegyest is. Hat évvel később Hunyadi János birtokaként szerepel.
1463. augusztus 9-én (Mezehegesse) Hunyadi Mátyás a falut Jaksics Demeternek és Istvánnak adományozza. 1530. szeptember 7-én (Mezehegyes) Jaksics Márk elzálogosítja a falut, nejének és lányának. Ez halála után örökösödési vitát vált ki. 1539. május 24-én (Mezewhegyes) Szentszávai Herceg Mátyásné pert indít a falu megszerzéséért. Még ez évben a falut Petrovics Péter temesi főispán foglalja el. 1550. január 10-én: Nagymihályi Sándor és Gábor maguknak igénylik a falut. 2 évvel később Ali bég csapatai elpusztítják a települést. 1555-ben a települést pusztaként említik. 1556. január 26-án Ártándi Kelemen visszaköveteli a pusztát Mágocsi Gáspár gyulai várkapitánytól. 2 évvel később a temesvári defter új településként sorolja fel. Adót fizetnek: Acsatkovics Petár, Márics Gyura, Ocsar Gyura, Ulnak Szotján. 1560-ban a Jaksics lányok osztozásakor Mezőhegyes Zeleméri Lászlónénak jutott. Egy évvel később (Mezehegyes) A gyulai várban készült leltár szerint Mezőhegyesen akkor 7 nemesi porta volt. 1563. május 6-án: özvegy Dóci Miklósné itteni birtokaira új adománylevelet kap a királytól. 1564-ben a faluban már 12 nemesi porta van. 1579-ben a Csanádi szandzsák adóösszeírása szerint 35 család fizet adót. 1596-ban a krími tatárok támadása teljesen elpusztítja.

### Újkor
A török pusztítása után a terület elnéptelenedett, de Csekonics József lovaskapitány javaslatára 1785-ben II. József, a „kalapos király” ménestelepet alapított itt, amellyel elősegítette a falu újratelepülését. A régi épületekből ma 53 műemléki védelem alatt áll.
1640 körül Ali csanádi bég újratelepítette a falut. Két évvel később (Mezőhögyös) egy öcsödi tolvajbanda rontott a falura és elpusztította. 1647-ben (Mezőhegyes) a csanádi püspökség javaként mint puszta szerepelt. 1648-ban lakosai visszatértek és a csanádi püspökség oltalma alá helyezték magukat. 1650. március 1-jén II. Rákóczi György a sajátjának tekintette és eladta a falut. 1651-ben Mezőhegyes mégis a csanádi püspökségnek adózott. 1654. szeptember 2-án (Mezős-Hegyesse) A falu királyi oltalomlevelet kapott. Adója: 4 tallér, 2 pár csizma. 1660. január 21-én (Mező-Hegyesse) Marcipodari püspök oltalomlevelet adott ki a falura. 1686-ban a tatár csapatok ismét elpusztították. 1687-ben a törököket végleg kiűzték a területről.
1702-ben a területet az „Újszerzeményi Bizottság” a „marosi határőrség”-nek ítélte. 1741-ben,  a határőrvidék felszámolása után, a pusztát az Aradi Kincstári Uradalom részére foglalták le. 10 évvel később 1000 holdas parcellákra osztották és bérbe adták. 1755-től egy részben volt bérbe adva. 1767-ben két részre osztották, Dániel Péter és Nagylak városa veszi bérbe. 1772-ben Bogdanovics Bernát 12 évre bérbe vette az egész pusztát. A Mária Terézia kori örökösödési háborúkban lecsökkent lóállomány frissítésére állami ménest kellett felállítani, amely mind számszerűen, mind minőségileg hivatott volt a lóállományt pótolni. A Császári és Királyi Ménesintézet alapítólevelét II. József 1784. december 20-án  írta alá. 1785-ben felépült két kaszárnya. A következő év január havának 17. napján II. József először látogatott el Mezőhegyesre. Csekonics Józsefet lótartalék-parancsnokká (Remont-Commendant) és a ménes parancsnokává nevezte ki. 1786-ban elkészült a parancsnoki épület, a II. számú istálló, az I. számú állatkórház, egy kaszárnya, a pékműhely, a jószágigazgatóság központi istállója, a magtár, az elemi iskola, az első lovarda. Az itt dolgozók létszáma: 312 fő. Mezőhegyeshez csatolták Kamarás-pusztát. 1787-ben A méneshez csatolják Fecskés, és az Arad vármegyei Nagy-pereg pusztákat. A ménest 4 kerületre, Mezőhegyes, Kamarás, Fecskés, Pereg, és 84 egyenként 500 magyar holdas járásra osztják. Ez év nyarán ismét ellátogat ide II. József.
1789. március 20-án a ménes országos vásárjogot kapott. Évenként kétszer, április 1-jén és október 1-jén tarthatott vásárt.

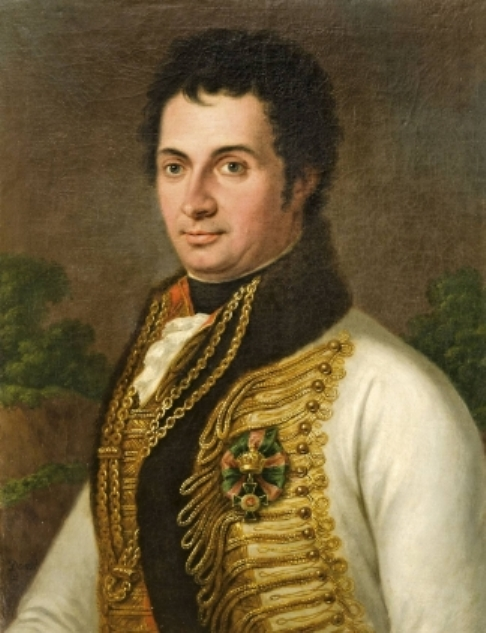
Csekonics József, a mezőhegyesi ménesbirtok megalapítója

1800-ban felépültek az első istállók: 11, 17, 20, 22, 45, 39, 55, 66, 13, 43. Hét évvel később különválasztották a ménest és a gazdaságot. A gazdaság parancsnoka Hillscher Károly lett. 1809-ben felépül a mai fedett lovarda, néhány csikóistálló és a bélyegző akol. 1814-ben a visszaélések miatt veszteséges gazdaságot újra egyesítik a ménessel. Négy évvel később felépül az állatkórház. 1819–1820-ban felépül a 73. és a 82. istálló. 1839-ben elkészült az első magyar nyelvű följegyzés Mezőhegyesről. Lakosainak száma ekkor 1300 fő. 1846. augusztus 12-én felszentelik a római katolikus templomot. Egy évvel később átadták a kórházat, amelyben 83 ágy, gyógyszertár és orvosi lakás is van. 1848. július 8-án a magyar hadügyminiszter elrendelte, hogy a honvédtisztek részére a ménes adjon megfelelő mennyiségű lovat. A következő hónap 16. napján Boxberg Frigyes és tiszti kara letette az esküt a magyar nemzeti kormányra. Ez év december 1-jén a visszaélések miatt nyugdíjazták Boxberget. 1849 első napján az új ménesparancsnok Pándy Samu honvédezredes lett. Az év nyarán a Honvédcsapat szállta meg Mezőhegyest. Az Országos Honvédelmi Bizottmány elnöke 1849. február 20-án értesítette Pándy Samu honvéd ezredes, méneskari igazgatót, hogy a pesti egyetemi légiót Mezőhegyes védelmére rendelte "mezőhegyesi ménes intézetnek a szerb rablócsorda betörése elleni biztosítása tekintetéből Palotára két századnyi gyalogság rendeltetett". 1849. augusztus 1-2-án Kossuth Lajos Mezőhegyesen tartózkodik. 7-én császári csapatok szállják meg a ménest. Október 8-án Pesten kivégezték Gonzeczky János mezőhegyesi lelkészt. Bűne az volt, hogy a templomban kihirdette a Habsburg-ház trónfosztását.
A szabadságharc után 1852. június 14-én Ferenc József először látogat el Mezőhegyesre. 1854. június 22-én a földrengés következtében, a 67-es majorban összedőlt egy pajta, 13 embert temetve maga alá. 1861-ben felépült a 21-es, majd egy évre rá a 28-as majori intézői lakás. 1865-ben felépült a katolikus plébánia, a népiskola, a mérnöki hivatal, vágóhíd, a mészárszéki lakás és a református imaház.
A dualizmus második évében, 1868-ban posta és távíróhivatal nyílik. 1869. január 1-jén a ménes végleg a magyar állam tulajdonába kerül. Ezzel egyidőben végleg kettéválasztották a ménest és a gazdaságot, azaz a Ménesbirtokot. Mezőhegyes lakosainak száma ekkor 1643 fő volt, ebből 1200 katona, a többi polgári személy. A következő évben felépült a 6-os és a 47-es majori intézői lakás. 1870-ben az eddigi katonai iskolát községi iskolává szervezik át. 1872. május 8-9-én Ferenc József második mezőhegyesi látogatása. Ennek emlékét őrzi a Kozma emlékmű domborműve. Kozma Ferenc miniszteri biztos a magyarországi lótenyésztés újjászervezője, jó tenyészanyagot hozatott be és az állami méntelepeket jelentékenyen  fejlesztette. Jelentősen javította a köztenyésztés lóállományát is. Mezőhegyes nagyon sokat köszönhet neki. 1872-ig Mezőhegyesen katonai igazgatás érvényesült, a közigazgatási ügyeket Pitvaros intézte. 
Csanád vármegye közgyűlésén 1872-ben Kozma Ferenc miniszteri tanácsos jóváhagyta a megalakult polgári község szervezési szabályrendeletét, és elrendelték az elöljáróság és a jegyző választását. 1872-ben 36 adófizetője volt Mezőhegyesnek.

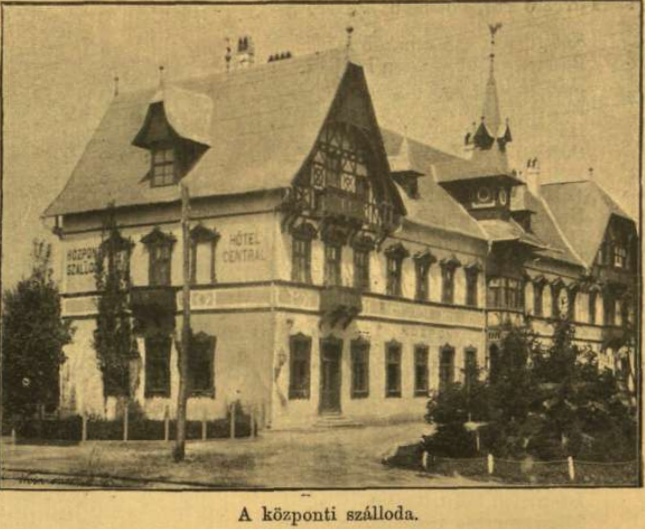
A Központi Szálloda

Augusztus 17-én megalakul Mezőhegyes önálló eszmei község, melyhez hozzácsatolták Tompapusztát is. A következő évben lébészeti (meteorológiai) állomást létesítettek. 1875. január 1-jén a gazdaság áttér a polgári alkalmazottak foglalkoztatására. A katonákat kitiltották a gazdasági udvarokból. Megkezdődött a cselédség beáramlása és letelepedése. A következő évben Mezőhegyesre érkezett a 28 éves Gluzek Gyula. Az ő jószágigazgatósági ideje alatt emelkedett Mezőhegyes a világ vezető mezőgazdasági nagyüzemei közé. 1881-ben a házi telefonhálózat kiépítése. 1882. szeptember 25-én az Arad-Mezőhegyesi vasútszakasz átadása megtörtént. A következő évben elkészült a vasútállomás és elkészül a 6-os majori szeszgyár. 1883. május 20-án a Kétegyháza-Mezőhegyesi vasútszakaszt, majd tíz nappal később a Makó-Mezőhegyesi vasútszakaszt is átadták. 1884-ben felépült a 18-as, a 21-es, az 57-es majori szeszgyár. Felújították a gőzmalmot és befejeződött a távíró és távbeszélő vonal kiépítése.
A következő évben elkészült a Központi Szálloda, benne a „Tiszti Kaszinó”, egy kávéház és étterem is helyet kapott. Első ízben érkeztek időszaki munkások Mezőhegyesre. Felépült a 47-es, a 73-as, a 81-es majori szeszgyár. Az első artézi kút fúrása is megkezdődött. 1887. április 1-jén az óvoda megnyitása. A következő évben négy kerületet nyolcra osztották. Az év folyamán megépítették az elevátormagtár és a víztorony tartályházát. 1889-ben átadják a cukorgyárat, az Élővíz-csatornát, a temetői ravatalozót és kiépült a gazdasági vasúthálózat. A következő évben megkezdődött a 9., a kovácsházi, kerület szervezése. Működni kezdett a digesztor. Szeptember 1-jén leégett a cukorgyár. 1891-ben elkészült a vasúti vendéglő. 1892. július 6-án Mezőhegyesen elhunyt Kozma Ferenc. 1893-ban átadták a kendergyárat és a téglagyárat. 1894-ben a Orosháza–Mezőhegyes-vasútvonal építése és elkészült a nőtlen tiszti lak vagy Kan-tár.
A millennium évében átadták Millenniumi emlékművet. A következő év május 23. napján leleplezték Kozma Ferenc szobrát.

### A 20. században

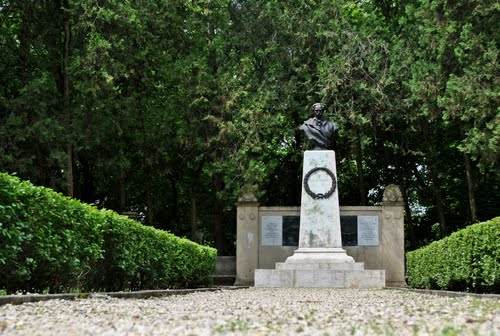
A Kozma Ferenc emlékmű Mezőhegyesen

1909. szeptember 1-jén felszentelték a református templomot, kiépítették a római katolikus templom körüli parkot, a régi kórház mellé felépítették a jelenlegit. A következő évben a cukorgyár melletti tóra strandot építettek, és építeni kezdték az új vágóhidat.
1912 nyarán a magyar honvédség hadgyakorlatot tartott Mezőhegyesen. 1914. július 26-án elrendelték a részleges mozgósítást. 1914. augusztus 1-jén általános mozgósítás történt. A ménesbirtok személyi állományából 800 szegődményest, az időszaki munkások közül 304 embert szólítottak fegyverbe. 1919. április 26-án a Vörös Hadsereg kiürítette Mezőhegyest. 1919. május másodikán este 6 óra körül a királyi román csapatok megszállták Mezőhegyest, új román neve Mare Rosu lett. 1920. január 17-én, miután kiderült, hogy Mezőhegyes nem lesz Romániáé, megkezdték a teljes kiürítést. Március 29-én a megszálló román csapatok elhagyták a falut. A hátrahagyott kép siralmas volt. Viszont így is veszített területet, miután a nagylaki kendergyár földjeit visszacsatolták. Másnap a magyar honvédség csapatai birtokba vették a települést.
1920–1923 között felépítették a 6-os, a 39-es, a 43-as, a 47-es, az 57-es, a 73-as, a 81-es és a 84-es majori iskolákat. 1923-ban megkezdődött a település villamosítása és felállították a háborús hősök emlékművét. Egy 1886-ban épült istálló átalakításával felépítették a kultúrcsarnokot és kiépítették az állomáshoz vezető sétányt. 1927-ben leégett a kendergyár.
1931-ben felépítették a növénynemesítő telepet. 1932-ben megkezdődött a „kettős konyhák” kialakítása. A következő évben a temetőben kialakították a „Hősök ligetét”, ahol 141 hősi halottat temettek el. 1933 január 15-én Urmánczy Nándor felavatta az Országzászlót. 1934-ben önállósult a helyi evangélikus felekezet. 1939-ben egészségházat létesítettek. 1941. június 29-én felszentelték Gonzeczky János emléktábláját. 1944. szeptember 28-án a Vörös Hadsereg megszállta Mezőhegyest. 1946. január 17-én a földosztás után kitűzték Mezőhegyes új határait. 1948. április 25-én Rákosi Mátyás beszédet mondott itt. 1949-ben a gazdaság új neve Nemzeti vállalat lett. Szeptember 23-án felszentelték az evangélikus templomot. A következő évben újraindult a tenyésztői munka az egykori katonai ménesben (új neve: Mezőhegyesi Állami Mén- és Méncsikó telep). 1951-ben ismét új nevetott kap a gazdaság: Törzsállattenyésztő Állami Gazdaság. 1952-ben a felállító istálló építése, 1957-ben a fedett uszoda építése, 1958-ban pedig a peregi hibridüzem építése történt meg. 1961-ben a gazdaságot ágazati rendszerben szervezték át. Egyidejűleg új nevet kapott: Mezőhegyesi Állami Gazdaság. A következő évben az Állami Gazdasághoz csatolták a méntelepet (egykori katonai ménes).
1963-ban ismét kerületi rendszerbe osztották a gazdaságot (6 kerület). 1982. július 6-án leleplezték az új Kozma-szobrot.
1997-ben a cukorgyárat bezárták. 2000. június 2-án újraavatták a régi Kozma-emlékművet.

## Politikai élete

### Polgármesterei
| Polgármester                 | Jelölő szervezet | Terminus    | Megjegyzés, források |
| ---------------------------- | ---------------- | ----------- | --- |
| Kassai Béla                  | független        | 1990 – 1994 | 1990-ben a polgármestert a képviselőtestület választotta meg. |
| Kassai Béla                  | független        | 1994 – 1998 | Az 1994. december 11-én megtartott választáson a 2684 érvényesen leadott szavazatból, öt jelölt közül 1711 szavazatot szerzett meg, amivel 63,75 %-os eredményt ért el. |
| Kassai Béla                  | független        | 1998 – 2002 | Az 1998. október 18-án megtartott választáson a 2125 érvényesen leadott szavazatból, három jelölt közül 997 szavazatot szerzett meg, amivel 46,92 %-os eredményt ért el. |
| Sebők Antal                  | független        | 2002 – 2006 | A 2002. október 20-án megtartott választáson a 2572 érvényesen leadott szavazatból, négy jelölt közül 1274 szavazatot szerzett meg, amivel 49,53 %-os eredményt ért el. |
| Csanádi István               | független        | 2006 – 2010 | A 2006. október 1-jén megtartott választáson a 2066 érvényesen leadott szavazatból, hat jelölt közül 811 szavazatot szerzett meg, amivel 39,25 %-os eredményt ért el. |
| Kovácsné dr. Faltin Erzsébet | független        | 2010 – 2011 | A 2010. október 3-án megtartott választáson az 1990 érvényesen leadott szavazatból, öt jelölt közül 560 szavazatot szerzett meg, amivel 28,14 %-os eredményt ért el. |
| Kovácsné dr. Faltin Erzsébet | független        | 2011 – 2014 | A 2011. július 24-én megtartott időközi választáson az 1417 érvényesen leadott szavazatból, két jelölt közül 838 szavazatot szerzett meg, amivel 59,14 %-os eredményt ért el. Az időközi választásra a képviselő-testület néhány hónappal korábban kimondott önfeloszlatása miatt került sor. |
| Mitykó Zsolt                 | független        | 2014 – 2019 | A 2014. október 12-én megtartott választáson az 1969 érvényesen leadott szavazatból, két jelölt közül 999 szavazatot szerzett meg, amivel 50,74 %-os eredményt ért el. |
| Pap István Tibor             | független        | 2019 –      | A 2019. október 13-án megtartott választáson az 1873 érvényesen leadott szavazatból, két jelölt közül 1647 szavazatot szerzett meg, amivel 87,83 %-os eredményt ért el. |
| Pap István Tibor             | Fidesz-KDNP      | 2019 –      | A 2024. június 9-én megtartott választáson a 2032 érvényesen leadott szavazatból, három jelölt közül 1211 szavazatot szerzett meg, amivel 59,60 %-os eredményt ért el. |

### Országgyűlési képviselői (1990-től)
|                                                                                           | Jelölő szervezet(ek)                                                             | Név                                                                              | Hivatali idő                                                                     |
| A Békés megyei 7. sz. országgyűlési egyéni választókerület részeként (1990-2014)          | A Békés megyei 7. sz. országgyűlési egyéni választókerület részeként (1990-2014) | A Békés megyei 7. sz. országgyűlési egyéni választókerület részeként (1990-2014) | A Békés megyei 7. sz. országgyűlési egyéni választókerület részeként (1990-2014) |
| ----------------------------------------------------------------------------------------- | -------------------------------------------------------------------------------- | -------------------------------------------------------------------------------- | -------------------------------------------------------------------------------- |
|                                                                                           | MDF                                                                              | Remport Katalin                                                                  | 1990 - 1994                                                                      |
|                                                                                           | MSZP                                                                             | Tóth Sándor                                                                      | 1994 - 2002                                                                      |
|                                                                                           | MSZP                                                                             | Karsai József                                                                    | 2002 - 2010                                                                      |
|                                                                                           | Fidesz-KDNP                                                                      | Simonka György                                                                   | 2010 - 2014                                                                      |
| A Békés vármegyei (2022-ig: megyei) 4. sz. országgyűlési egyéni választókerület részeként |                                                                                  |                                                                                  |                                                                                  |
|                                                                                           | Fidesz-KDNP                                                                      | Simonka György                                                                   | 2014 - 2022                                                                      |
|                                                                                           | Fidesz-KDNP                                                                      | Erdős Norbert                                                                    | 2022 - jelenleg                                                                  |

### Önkormányzati választások

#### 2014
A 2014-es választásokon a baloldali, de független Mitykó Zsolt 999 szavazatot kapott, míg a Fidesz-KDNP jelöltje, Tarkó Gábor 970-et, így Mitykó Zsolt lett a város polgármestere. A képviselő-testületbe kettő Fidesz-KDNP-s és hat független jelölt jutott be. A 9 tagból így 7 független, 2 pedig FIDESZ-KDNP-s lett. Közöttük jobb - és baloldali érzelműek egyaránt vannak. A 2014-es választásokon 7 FIDESZ-KDNP-s, 1 EGYÜTT-PM-DK-MSZP-s és 9 független jelölt, összesen 17 jelölt indult.
|  | független képviselők | 6 |  |  |  |  |  |  |
|  | Fidesz-KDNP          | 2 |  |  |  |  |  |  |

## Népesség
A település népességének változása:
| Lakosok száma | 5537 | 5481 | 4945 | 4689 | 4496 | 4393 | 4286 |
|               | 2013 | 2014 | 2019 | 2021 | 2022 | 2023 | 2024 |

2001-ben a város lakosságának 99%-a magyar, 1%-a egyéb (főleg német, román és szlovák) nemzetiségűnek vallotta magát.
A 2011-es népszámlálás során a lakosok 88,4%-a magyarnak, 0,2% cigánynak, 0,2% németnek, 0,6% románnak, 0,4% szlováknak mondta magát (11,6% nem nyilatkozott; a kettős identitások miatt a végösszeg nagyobb lehet 100%-nál). A vallási megoszlás a következő volt: római katolikus 26,3%, református 8,1%, evangélikus 1,4%, görögkatolikus 0,2%, felekezeten kívüli 42,5% (20,5% nem nyilatkozott).
2022-ben a lakosság 89,9%-a vallotta magát magyarnak, 0,7% románnak, 0,6% németnek, 0,3% szlováknak, 0,2% cigánynak, 0,1% ukránnak, 0,1% szerbnek, 1,7% egyéb, nem hazai nemzetiségűnek (10% nem nyilatkozott; a kettős identitások miatt a végösszeg nagyobb lehet 100%-nál). Vallásuk szerint 19,4% volt római katolikus, 6,9% református, 1,1% evangélikus, 0,7% egyéb keresztény, 0,6% egyéb katolikus, 0,4% görög katolikus, 0,1% ortodox, 31,3% felekezeten kívüli (40,8% nem válaszolt).

## Gazdaság
- lótenyésztés Mezőhegyesi Állami Ménes
- mezőgazdaság Nemzeti Ménesbirtok és Tangazdaság Zrt.
- szarvasmarha-tenyésztés Génbank-Semex Magyarország Kft.

## Érdekességek
A 19. század második felétől itt tenyésztettek ki négy új, egész Magyarország lóállományát átformáló lófajtát: a nóniuszt, a gidránt, a furiosó north-start és a mezőhegyesi sport lovat.

## Sport
A település labdarúgó csapata a Békés vármegyei első osztályban szereplő Mezőhegyesi SE, ahol a csapat egy bajnoki címmel büszkélkedhet.

## Itt születtek, itt éltek
- Pfiffner Paulina (Mezőhegyes, 1825 – Gyula, 1853. szeptember 29.) - honvédhadnagy
- Itt hunyt el 1918. szeptember 7-én, alig 22 évesen Andorffy Mária magyar költő, regényíró (* 1896).

## Látnivalók
- Szent György-templom (római katolikus). Felszentelték: 1846. július 12-én.
- Római katolikus paplak. Épült 1865
- Református templom. Felszentelték: 1909. szeptember 1-jén.
- Evangélikus templom. Felszentelték: 1949. szeptember 23-án
- Víztorony és szivattyúház(épült 1888-ban)
- Kórház (épült 1847-ben)
- Központi magtár (épült 1805 körül)
- Sütöde-pekeráj (épült 1786)
- Szárazmalom (épült 1786)
- Csikós csárda
- Igazgatósági épület
- Kettős tiszti lakok
- Diadalívek
- Déli- (ma Hotel Nóniusz) és északi kaszárnya (épült 1785)
- Fedeles lovarda (épült 1809)
- Központi istálló
- Vasúti vendéglő (ma bolt)
- Zabsilótornyok (épültek 1825)
- Putrilakások
- Haranglábak
- Gluzek Gyula Elevátor magtár
- Magtárak
- Komlószárító
- Postakocsi-állomás és vendégfogadó (ma szakközépiskola) (épült 1789)
- Nőtlen Tiszti Lak (Kan-tár) (ma Városháza. Épült 1894)
- Őregcsűr
- Főépítészi villa
- Hotel Centrál (épült 1885)
- Mészárszéki intézői villa (ma középiskolai tanári és iroda)
- Vasútállomás (épült 1883)

## Testvér- és partnervárosai
Mezőhegyes az alábbi településekkel ápol testvéri kapcsolatokat:
- Arad-Gáj, Románia (2012)
- Kézdivásárhely, Románia (1990)
- Mordano, Olaszország (1990)
- Kispereg, Románia (1995)
- San Giorgio di Nogaro, Olaszország (1998)
- Túrkeve, Magyarország (2012)